# 勐能縣
勐能县，是緬甸佤邦下辖的一個縣。

## 县名
勐能县佤文名称一般拼作，在勐能县形象宣传片展示的过往活动资料中，也曾拼作和。

## 地理
勐能县位於佤邦的中部，薩爾溫江的東岸，北隔南南河與勐冒縣相望，东北接中国云南省西盟县和孟连县，东南接勐波县，三面环抱邦康特区。

## 历史沿革
1972年11月18日，缅共在勐能地区设立南佤县（Kaung Nang Vax）。1990年代，南佤县更名为温高县（Kaung Veng Kao），2011年3月19日，温高县再更名为勐能县。因民众仍习惯沿用温高县这一旧县名，勐能县于2014年10月举行新县名揭牌仪式，宣告更名为勐能县。

## 行政区划
勐能县下辖5个区，共计22个乡、74个行政村：
- 曼相区（Veng' Man Shiang）
- 弄切区（Veng' Nawng Khiet）
- 南康伍区（Veng' Pa Leen'）：南康伍乡、八糯乡、永乐乡、西所乡、习统乡、尼铁乡
- 纳高区（Veng' Na' Kao'）
- 邦阳区（Veng' Pang Yang）：嘎莫乡、纳龙乡

## 政治
| 机构 | 佤邦联合党 勐能县委员会书记 | 勐能县人民政府 县长 | 佤邦政治协商会议 勐能县委员会主席 |
| ---- | --------------------------- | ------------------- | --------------------------------- |
| 姓名 | 陈尼林                      | 罗忠华              | 尚磊                              |
| 民族 |                             |                     |                                   |

## 民族
勐能县总人口约7万人，有佤族、傣族、拉祜族、汉族、景颇族、老咩族、苗族、崩龙族等8个民族。

## 事件
2023年10月12日，时任勐能县县长何春田因涉嫌充当电信网络诈骗集团重要头目被中国警方通缉，16日何春田被佤邦撤职。